# Gaspar Dotres
Gaspar Dotres Gelabert (Blanes, c. 1795-Madrid, 1872) fue un empresario y político español, diputado a Cortes durante el reinado de Isabel II.

## Biografía
Nacido en la localidad catalana de Blanes en 1795  o 1798, se instaló en Valencia y prosperó en sector de la seda, con la compañía Dotres, Clavé y Fabra, y el inmobiliario. Diputado un par de veces a mediados del siglo XIX por distritos valencianos, en una ellas durante el bieno progresista, falleció el 20 o 21 de enero de 1872 en Madrid.